# Kymbo distrikt
Kymbo distrikt är ett distrikt i Tidaholms kommun och Västra Götalands län. 
Distriktet ligger sydväst om Tidaholm. 

## Tidigare administrativ tillhörighet
Distriktet inrättades 2016 och utgörs av socknen Kymbo i Tidaholms kommun.
Området motsvarar den omfattning Kymbo församling hade vid årsskiftet 1999/2000.